# Космическая программа Латвии
Космическая программа Латвии — государственная программа, проводимая Латвией по освоению космоса. По состоянию на начало 2018 года в космос запущен один латвийский спутник Venta-1 (на индийской ракете-носителе). Кроме того, в Латвии был проведён ряд запусков небольших ракет.

## История
Ещё во времена, когда Латвия была частью СССР, латвийские учёные участвовали в программе «Энергия-Буран». Впоследствии, в 2010-х годах, советские наработки были использованы Латвией, по словам руководителя лаборатории полимеров рижского Института химии и древесины Угиса Цабулиса, при сотрудничестве с Европейским космическим агентством (ЕКА).
15 января 2009 года был разработан законопроект о развитии латвийской программы исследования космоса и участии в работе Европейского космического агентства и рассмотрен на заседании Госсекретарей. 28 января 2015 года Латвия вступила в Европейское космическое агентство.
В апреле 2017 года Латвия запустила в космос свой первый спутник. 
В сентябре 2017 года в столице Латвии прошел Европейский конгресс планетарных наук.

## Проекты

### Спутник Venta-1
О создании спутника заговорили в 2006 году; изначально его запуск планировался на 2012 год. Спутник разработан латвийскими учеными совместно с немецкими коллегами. 
Первый в истории Латвии спутник Venta-1 вышел на орбиту в июне 2017 года. Для его запуска была использована индийская ракета-носитель PSLV-C38 (она несла спутники ещё 21 государства). Спутник облетает Землю 16 раз за 24 часа.

### Ракета LVL-1
Ракета LVL-1 была пущена с Цесисского аэродрома, аппарат массой 88 граммов достиг высоты 200 м за три секунды и долетел до высоты почти в 2 километра. 
LVL-1 создал Паулс Ирбинс (глава научного центра Z(in)oo).
Данная ракета является тестовой версией летательного аппарата, планируемого к запуску в космос спустя два года, в 2018 году. Запуск ракеты планировался к запуску на высоту 100 км в год 100-летия латвийской государственности.